# 梁廣昌
梁廣昌（1956年8月2日—），香港政治人物，活躍於葵青區。
梁廣昌是前葵盛選區（中選區制）、葵盛東邨選區（小選區制，S02）區議員，並曾在1991年至1994年間出任葵青區議會主席。
梁廣昌早年先後加入泛民主派政黨民協、民主黨、社民連，及後成為親政府派（親中派）人士。由於長期植根於葵青區，梁廣昌與李永達、單仲偕、梁耀忠、周奕希、李志輝、黃耀聰更曾被稱為「泛民主派葵青七子」。
2009年，梁廣昌因判處詐取6.9萬元區議會活動開支，被褫奪議席。

## 生平
社工出身的梁廣昌於1985年在香港中文大學社會工作學系兼讀課程碩士畢業，曾任電台節目《突破時刻》的主持和監製，亦是舞台燈光專家。
1986年，梁廣昌加入民協，並成為創黨成員之一。1988年，梁廣昌首次以民協身份參選葵青區議會葵盛區選舉並當選，其後在1991年至1994年以民協身份連任，更曾為第二任副主席。梁廣昌後來曾因競選經費問題而跟民協對薄公堂，終於在1996年離開民協。梁廣昌及後加入港同盟並在區議會選舉中連任，他亦是港同盟和匯點合併後的民主黨成員。區議會中，亦曾擔任葵青區議會轄下食物環境衛生委員會主席。梁廣昌其後轉投社民連。他亦曾為民主救港力量（民主倒董力量）前執委。
梁廣昌亦曾擔任區域市政局議員。梁廣昌亦曾兩次參與立法局和立法會選舉，1995年香港立法局選舉參加選舉委員會議席選舉，2000年香港立法會選舉又挑戰飲食界功能組別議員張宇人，惜兩次參選均無功而還。
2003年香港區議會選舉後，梁廣昌與丁衍華背離泛民主派而倒向建制派，直接令一直由泛民主派維持的葵青區議會落在略佔多數的親建制派手中。他更與地區的親建制陣營的區議員麥美娟（工聯會）、李志強、潘小屏等組成葵青民生動力，身兼秘書長，並以該組織之名義支持北京奧運。但他曾在2003年至2005年間仍擔任激進組織民主倒董力量的執行委員，以及在2006年獲立法會議員陳偉業提名加入以黃毓民為主席的主張社會民主主義的民主派政黨社會民主連線，後來遭當時身兼社民連行委的前葵青區議會副主席梁永權極力反對而作罷。

## 失去議席及其後
有關涉嫌詐騙罪行於2003年10月至2004年1月期間發生。梁廣昌（時年52歲）及其議員助理梁凱怡（時年34歲），共被控16項欺詐罪名。兩人涉及以多間非牟利團體及一個互助委員會舉辦多項活動為名，以申領有關活動的開支向葵青區議會提交虛假收據，牽涉款項共逾109,000元。
有關團體及互助委員會分別為西葵頤康健樂之友、西葵婦女會、群芳雅舍、群芳樂苑、葵盛樂苑、葵盛聲雅廊、盛妍社、青葵劇坊及盛強樓互助委員會。
在2009年3月28日於荃灣裁判法院因濫用職權以假單據向區議會申領活動開支，騙取6.9萬元公帑，被判13項欺詐罪成，入獄16個月、罰款13萬港幣，但因梁廣昌身患心臟病及腸癌，特判以緩刑3年；惟按香港法律，凡被判刑超過三個月者，無論是否被判緩刑，均須褫奪其議席。署理民政事務總署署長於4月9日刊登憲報，按照《區議會條例》第32(1)條公佈，根據區議會條例第26(c)條，梁廣昌的議員席位已於2008年8月25日懸空，因此需要補選。梁廣昌亦因此結束其長達20年的區議會議員生涯。其葵盛東區議員議席於2009年9月6日進行補選，最後由原在2003年香港區議會選舉中在葵盛東選區落選的賴芬芳以1,451票勝出。
2012年，出任參與2012年香港立法會選舉的屯門區議員（當然議員）何君堯所主理的「社區公益法律服務計劃」的社區公益法律事務主任。
2015年區議會選舉中，梁廣昌再度出選葵盛東邨選區，不過只取得677票，大敗於成功連任的街工成員周偉雄及民建聯成員巫辰冬。

## 外部參考
1. ↑  選區分界概要 的存檔，存档日期2010-12-11.，區議會選舉2007
2. ↑  . 星島日報. 2008年7月16日  [2010年4月23日]. （原始内容存档于2008年8月4日）.
3. ↑  . 中國評論新聞網. 2007-10-29  [2010-04-23]. （原始内容存档于2015-12-08）.
4. ↑  . 2008年12月5日. （原始内容存档于2015年12月8日）.
5. ↑  . 香港政府新聞公告. 2009-04-09  [2009-09-03]. （原始内容存档于2015-12-08）.
6. ↑  . 東方日報. 2009年9月7日  [2011年3月16日]. （原始内容存档于2010年1月1日）.

| 前任： 李永達 | 葵青區議會主席 1991年—1994年                       | 繼任： 單仲偕 |
| 前任： 李乃元 | 葵青區議會葵盛選區 1988年—1994年9月30日            | 繼任： 末任   |
| 前任： 首任   | 葵青區議會葵盛東邨選區 1994年10月1日—2008年8月25日 | 繼任： 賴芬芳 |